# Kids from Foreign
Kids From Foreign är Born Jamericans debutalbum
Låten "Boom Shak-A-Tack" är med i tv-spelet Saints Row 2. Den officiella remixen av låten, kallad "Boom Shak-A-Tak (Dancehall Remix)", är med på detta album. Det gjordes en musikvideo till den låten med regidebut av Billie Woodruff.

## Låtlista
1. Instant Death Interlude - 2:22
2. Warning Sign - 4:43
3. So Ladies - 3:43
4. Sweet Honey - 3:28
5. Informa Fe Dead - 4:26
6. Cease & Seckle - 4:07
7. Ain't No Stoppin - 4:50
8. Why Do Girl - 4:15
9. Oh Gosh - 6:02
10. Nobody Knows - 5:01
11. Boom Shak-A-Tack (Dancehall Remix) - 3:45